# Модель Ходжкина — Хаксли
Модель Ходжкина — Хаксли — математическая модель, описывающая генерацию и распространение потенциалов действия в нейронах. Подобные модели были созданы впоследствии и для других электрически возбуждаемых клеток — например, для сердечных миоцитов; все модели такого рода описывают автоволновые процессы в активных средах. Точечная модель Ходжкина — Хаксли представляет собой систему обыкновенных дифференциальных уравнений, которая, в частности, пригодна и для описания характеристик электрического сигнала.
Модель была разработана Аланом Ллойдом Ходжкином и Эндрю Хаксли в 1952 году для описания электрических механизмов, которые обусловливают генерацию и передачу нервного сигнала в гигантском аксоне кальмара. За это авторы модели получили Нобелевскую премию в области физиологии и медицины за 1963 год.

## Основные компоненты

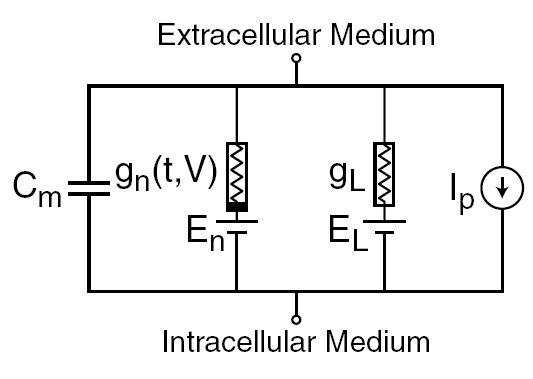
Основные компоненты модели Ходжкина — Хаксли. Модель Ходжкина — Хаксли представляет собой биофизические характеристики клеточных мембран.

Компоненты электрической схемы, что соответствует модели Ходжкина — Хаксли, изображены на рисунке. В данной схеме каждый компонент возбуждаемой клетки имеет свой биофизический аналог. Внутреннему липидному слою клеточной мембраны соответствует электроёмкость ({\displaystyle C_{m}}). Потенциал-зависимые ионные каналы отвечают за нелинейную электрическую проводимость ({\displaystyle G_{n}}, где {\displaystyle n} — отдельный вид ионных каналов) — это означает, что проводимость является потенциал-время-зависимой величиной. Эта составляющая системы, как было показано исследователями позже, реализуется благодаря белковым молекулам, которые образуют потенциал-зависимые ионные каналы, каждый из которых отмечен некоторой вероятностью открытия, величина которой зависит от электрического потенциала (или электрического напряжения) мембраны клетки. Каналы мембранных пор отвечают за пассивную проводимость ({\displaystyle G_{L}}, где индекс {\displaystyle L} означает англ. leak — «течь, утечка»). Электрохимический градиент побуждает ионы к движению через мембранные каналы, он показан с помощью источников напряжения с соответствующей электродвижущей силой ({\displaystyle E_{n}} и {\displaystyle E_{L}}), величина которой определяется реверсивным потенциалом для соответствующего вида иона. Ионные транспортёры соответствуют источникам тока ({\displaystyle I_{p}}).
Производная по времени от мембранного потенциала клеточной мембраны ({\displaystyle {\dot {V}}_{m}}) при описанных условиях пропорциональна сумме токов в полной электрической цепи. Она описывается следующим уравнением:
{\displaystyle {\dot {V}}_{m}=-{\frac {1}{C_{m}}}\left(\sum \limits _{i}I_{i}\right),}
где {\displaystyle I_{i}} означает величину электрического тока, генерируемого отдельным видом ионов.

## Характеристики ионного тока
Электрический ток, проходящий через ионные каналы, может быть математически выражен следующим уравнением:
{\displaystyle I_{i}(V_{m},\;t)=(V_{m}-E_{i})g_{i},}
где {\displaystyle E_{i}} — равновесный потенциал {\displaystyle i}-го ионного канала. В случае потенциал-зависимых ионных каналов канальная проводимость {\displaystyle g_{i}} является функцией времени и потенциала (электрического напряжения) — {\displaystyle g_{n}(t,\;V)} на рисунке, в то время как пассивная проводимость является величиной постоянной ({\displaystyle g_{L}} на рисунке). Ток, генерируемый ионными транспортерами, зависит от вида ионов, который переносит соответствующий транспортёр. Ниже приведено более подробное описание перечисленных величин.

### Потенциал-зависимые ионные каналы
В терминах модели Ходжкина — Хаксли {\displaystyle g_{n}(t,\;V)}, проводимость потенциал-зависимых каналов, описывается следующим образом:
{\displaystyle g_{n}(V_{m},\;t)={\bar {g}}_{n}\varphi ^{\alpha }\chi ^{\beta };}
{\displaystyle {\dot {\varphi }}(V_{m},\;t)={\frac {1}{\tau _{\varphi }}}(\varphi _{\infty }-\varphi );}
{\displaystyle {\dot {\chi }}(V_{m},\;t)={\frac {1}{\tau _{\chi }}}(\chi _{\infty }-\chi ),}
где {\displaystyle \varphi } и {\displaystyle \chi } являются константами скорости реакций закрытия и открытия каналов, соответственно. Они численно равны доле от максимально возможной проводимости через данный вид каналов в каждый момент времени при каждой величине мембранного потенциала. {\displaystyle {\bar {g}}_{n}} является максимальным возможным значением проводимости. {\displaystyle \alpha } и {\displaystyle \beta } — константы, {\displaystyle \tau _{\varphi }} и {\displaystyle \tau _{\chi }} — временны́е константы процессов активации и деактивации каналов, соответственно. {\displaystyle \varphi _{\infty }} и {\displaystyle \chi _{\infty }} является стабилизированными значениями {\displaystyle \varphi } и {\displaystyle \chi } при величине времени, стремящейся к бесконечности, и обычно рассчитываются из уравнения Больцмана как функции {\displaystyle V_{m}}.
Для характеристики ионных каналов, последние два уравнения модифицируются для условий, когда на мембране поддерживается постоянная величина электрического потенциала — модификация уравнений Ходжкина — Хаксли, сделанная Марквардтом . Когда мембранный электрический потенциал поддерживается на постоянном уровне (англ. voltage-clamp), для каждого значения этого потенциала нелинейные уравнения, описывающие пропуск ионов через каналы, редуцируются к линейным дифференциальным уравнениям следующего вида:
{\displaystyle \varphi (t)=\varphi _{0}-\left[(\varphi _{0}-\varphi _{\infty })(1-e^{-t/\tau _{\varphi }})\right];}
{\displaystyle \chi (t)=\chi _{0}-\left[(\chi _{0}-\chi _{\infty })(1-e^{-t/\tau _{\chi }})\right].}
Таким образом, для каждого значения мембранного потенциала {\displaystyle V_{m}}, величина электрического тока описывается следующим уравнением:
{\displaystyle I_{n}(t)={\bar {g}}_{n}\varphi ^{\alpha }\chi ^{\beta }(V_{m}-E_{n}).}
Для аппроксимации кривых, которые генерируют данные уравнения, до значений клеточных токов при фиксированном значении мембранного потенциала используется алгоритм Левенберга — Марквардта.

### Пассивные каналы
Пассивные каналы отвечают за проницаемость мембраны для ионов в спокойном состоянии (не во время проведения потенциала действия), и ток через них описывается теми же уравнениями, что и для потенциал-зависимых каналов, но при условии постоянной величины проводимости {\displaystyle g_{i}} ({\displaystyle g_{i}=\mathrm {const} }).

### Ионные транспортёры
Мембранный электрический потенциал генерируется с помощью поддержания концентрационных градиентов ионов, присутствующих в физиологических жидкостях организма, относительно клеточной мембраны. Наиболее важными из белков-транспортёров, которые поддерживают мембранный потенциал, является натриево-кальциевый (транспортирует один ион Са2+ внутрь клетки в обмен на три иона Na+, транспортируемых наружу), натриево-калиевый (транспортирует один ион Na+ наружу в обмен на один ион К+ внутрь) и хлорный (транспортирует из клетки наружу ионы Cl−).

## Модификации и альтернативные модели
Модель Ходжкина — Хаксли является одним из важнейших достижений в биофизике и нейрофизиологии XX века. Со временем она была модифицирована в следующих направлениях:
- Основываясь на экспериментальных данных, в неё были инкорпорированы дополнительные виды ионных каналов и транспортёров.
- Основываясь на данных микроскопии высокого разрешения, в уравнение добавлены элементы, характеризующие сложную морфологию отростков нервных клеток (аксонов и дендритов).

Также на общих принципах модели Ходжкина — Хаксли были разработаны несколько моделей, описывающих взаимную активацию и деактивацию в нейронных сетях, а также молекулярную динамику генерации потенциала действия.